# Mé Qué Mé Qué
Singles de Gilbert Bécaud
Mes mains C'était mon copain
Mé Qué Mé Qué est une chanson écrite par Charles Aznavour et composée par Gilbert Bécaud, créée en 1953.

## Historique
Il s'agit d'une des premières chansons d'une longue série de titres écrits conjointement par Charles Aznavour et Gilbert Bécaud. Dans le documentaire de Marie-France Brière, Bécaud, mon père (2016), on entend Gilbert Bécaud dans une archive audio raconter leur rencontre : : 

« Je me souviens j'ai rencontré Charles Aznavour la première fois chez Edith Piaf. Il est venu vers moi, il m'a dit "Vous êtes le nouveau mari ?" (rires) J'ai dit "Non, je suis l'accompagnateur du nouveau mari". »

Gilbert Bécaud est, en effet, à cette époque, l'accompagnateur du chanteur Jacques Pills que Piaf vient d'épouser après avoir enregistré Je t'ai dans la peau, une chanson écrite par Pills et Bécaud. 

Dans le même documentaire, Charles Aznavour raconte, après avoir entendu la mélodie: 

« J'ai dit "Je vais faire un monstre. Mé qué, mé qué". Il me dit "On le garde!" J'ai dit "Si tu veux", alors on a continué et on a fini. Et quand elle était terminée, il me dit "Qu'est-ce qu'on va en faire?" alors je lui dit "On va la donner à Gilles Sala". C'était le Tino Rossi noir. Et quand on est allés l'emmener à Gilles, il a dit "Ah non, moi je ne peux pas chanter ça!" Il a cru qu'on avait fait une caricature. Il l'a regretté quelques années après […]. »

C'est finalement le chanteur Dario Moreno qui crée la chanson, suivi par Gilbert Bécaud et Charles Aznavour eux-mêmes. Le titre devient un succès. Dans sa version instrumentale, il est enregistré par Michel Legrand, arrangeur de la version de Dario Moreno, puis par de nombreuses formations à travers le monde. Dès 1954, une version anglaise adaptée par Bunny Paul est enregistrée à nouveau par Gilbert Bécaud et Charles Aznavour (dans son album en anglais Believe in Me !), mais surtout par le groupe américain The Gaylords qui se classe n°28 des Charts aux USA.
Par la suite, de nombreuses adaptations verront le jour, notamment au Japon (メケ・メケ) où le titre est un immense succès grâce à la version du chanteur travesti Akihiro Miwa, mas également en Italie (Ma ché ma ché), en Roumanie (Mais Qu'Est-Ce Que C'est ? (Dar Ce Se Întîmplă ?))...etc.
En 1969, le chanteur Joe Dassin reprend le titre sur son album Les Champs-Elysées. Gilbert Bécaud l'enregistre sur ses albums publics Olympia 1972 (album de Gilbert Bécaud) et Desperado - Olympia 83.

## Au cinéma
- 2024 : Monsieur Aznavour, drame biographique écrit et réalisé par Grand Corps Malade et Mehdi Idir, avec Tahar Rahim (Charles Aznavour) et Lionel Cecilio (Gilbert Bécaud). Dans le film, la chanson est interprétée par Tahar Rahim. Une erreur dans le scénario place la chanson avant qu'Aznavour et Bécaud ne se rencontrent, ce qui est, bien entendu, impossible.